# Cadac
A Cadac Electronics keverőpultokat gyártó amerikai cég, amely élőzenei előadásokhoz, színházakba, zenei stúdiókba és rádiókhoz egyaránt gyárt eszközöket. A cég története 1968-ra nyúlik vissza, amikor Clive Green mérnököt (aki 1967-ben a Lansdowne stúdió hangtechnikáját újította fel) felkérték, hogy szállítson egy keverőpultot a Morgan Studiosba. Green úgy gondolta, saját maga építi meg a pultot, ezért összefogott pár kollégájával, és az elkészült pultnak a saját keresztneveik kezdőbetűiből alkottak nevet (Clive, Adrian, David And Charles – CADAC). A Cadac pultokat napjainkban olyan nagyléptékű musicalekben használják, mint Az Operaház Fantomja (1984—2008), az Oroszlánkirály, a Mamma Mia! és a We Will Rock You. A cég eszközei több nagy hírő stúdióban helyet kaptak, ilyen volt a Wessex Sound Studios, a Sorpio Studios, vagy például a Lansdowne Studios.

## Külső hivatkozások
Weboldal